# Головчицы (Гомельская область)
Головчицы (бел. Гало́ўчыцы) — агрогородок в Наровлянском районе Гомельской области Беларуси. Административный центр Головчицкого сельсовета.
Рядом с деревней — месторождения песков и кирпичного сырья (1,2 млн м3), суглинков и мергеля.

## География

### Расположение
В 20 км на юго-запад от Наровли, 25 км от железнодорожной станции Ельск (на линии Калинковичи — Овруч), 196 км от Гомеля.

### Гидрография
На западе мелиоративный канал.

## Транспортная сеть
Транспортные связи по просёлочной, а затем автодороге Ельск — Наровля. Планировка состоит из двух разделённых паркам частей: западной (2 короткие меридиональной ориентации, параллельные между собой улицы, к усх. из каких перпендикулярно присоединяются 2 короткие улицы) и усх. (прямолинейная меридиональной ориентации улица). Жилые дома деревянные, усадебного типа.

## История
По письменным источникам известна с XVIII века как деревня в Речицком повете Минского воеводства Великого княжества Литовского, собственность казны. С 1764 года во владении Аскерко. Была центром староства, которое в 1765 года объединяло 4 деревни с 37 хозяйствами.
После 2-го раздела Речи Посполитой (1793 год) в составе Российской империи. Деревня была секвестрована и передана действительному тайному советнику Я. Сиверсу. В 1825 году деревню купил С. И. Горват, который в 1844 году основал здесь винокурню (14 рабочих). Обозначена на карте 1866 года, которая использовалась Западной мелиоративной экспедицией, работавшей в этих местах в 1890-е годы. Дворянин Горват владел в деревнях Головчицы и Дудичи в 1876 году 44 688 десятинами земли, 2 водяными мельницами, 3 трактирами. В 1879 году обозначена в числе поселений Демидовского церковного прихода. В 1885 году действовала церковь, в Комаровичской волости. Согласно переписи 1897 года действовали хлебозапасный магазин, 3 магазина, трактир. Помещик Горват заложил около деревни сады общей площадью более 80 га. В начале XX века имелись конный и спиртоочистительный заводы. В 1908 году в Наровлянской волости Речицкого уезда Минской губернии. В 1913 году открыта школа, которая размещалась в наёмном крестьянском доме, а в начале 1920-х годов в национализированном здании. В начале XX века произошли выступления крестьян против угнетения помещика.
С 20 августа 1924 года центр Головчицкого сельсовета Наровлянского, с 25 декабря 1962 года Ельского, с 6 января 1965 года Наровлянского района Мозырского (до 26 июля 1930 года и с 21 июня 1935 года по 20 февраля 1938 года) округа, с 20 февраля 1938 года Полесской, с 8 января 1934 года Гомельской областей.
Действовал совхоз «Коммунар». В 1930 году организованы колхозы «Решительный» и «Красный луч», работали 3 кузницы, столярная и шорная мастерские. В 1930 году начальная школа преобразована в 7-летнюю. Во время Великой Отечественной войны действовали 3 подпольные группы (руководители А. Василевская, Н. Василевская, В. Горбелев). В бою около деревни в ноябре 1943 года погибли 3 советских солдата и 4 партизаны (похоронены в братской могиле около школы). Освобождена 28 ноября 1943 года. На фронте погибли 135 жителей.
В 1969 году к деревне присоединена деревня Маёнток.
Центр колхоза «Головчицы». Согласно переписи 1959 года располагались кирпичный завод (с 1947), лесничество, швейная и сапожная мастерские, средняя школа (в парке), санаторно-лесная школа, Дом культуры, библиотека, больница, аптека, ветеринарный пункт, детские ясли-сад, отделение связи, 5 магазинов.
В 2009 году деревня Головчицы преобразована в агрогородок.

## Население
- 1795 год — 22 двора.
- 1816 год — 32 двора.
- 1850 год — 41 двор.
- 1885 год — 42 двора, 380 жителей.
- 1897 год — 66 дворов (согласно переписи).
- 1908 год — в деревне 87 дворов, 573 жителя, в фольварке 6 дворов 67 жителей.
- 1959 год — 708 жителей (согласно переписи).
- 1996 год — 556 жителей, 220 дворов[5].
- 2004 год — 419 жителей, 168 хозяйств.

## Культура
- Дом культуры
- Библиотека

## Достопримечательность
- Усадьба Горваттов: усадебный дом, парк, брама (середина XIX века)[6]

## Известные уроженцы
- И. И. Данильченко — белорусский художник